# Ouissem Belgacem

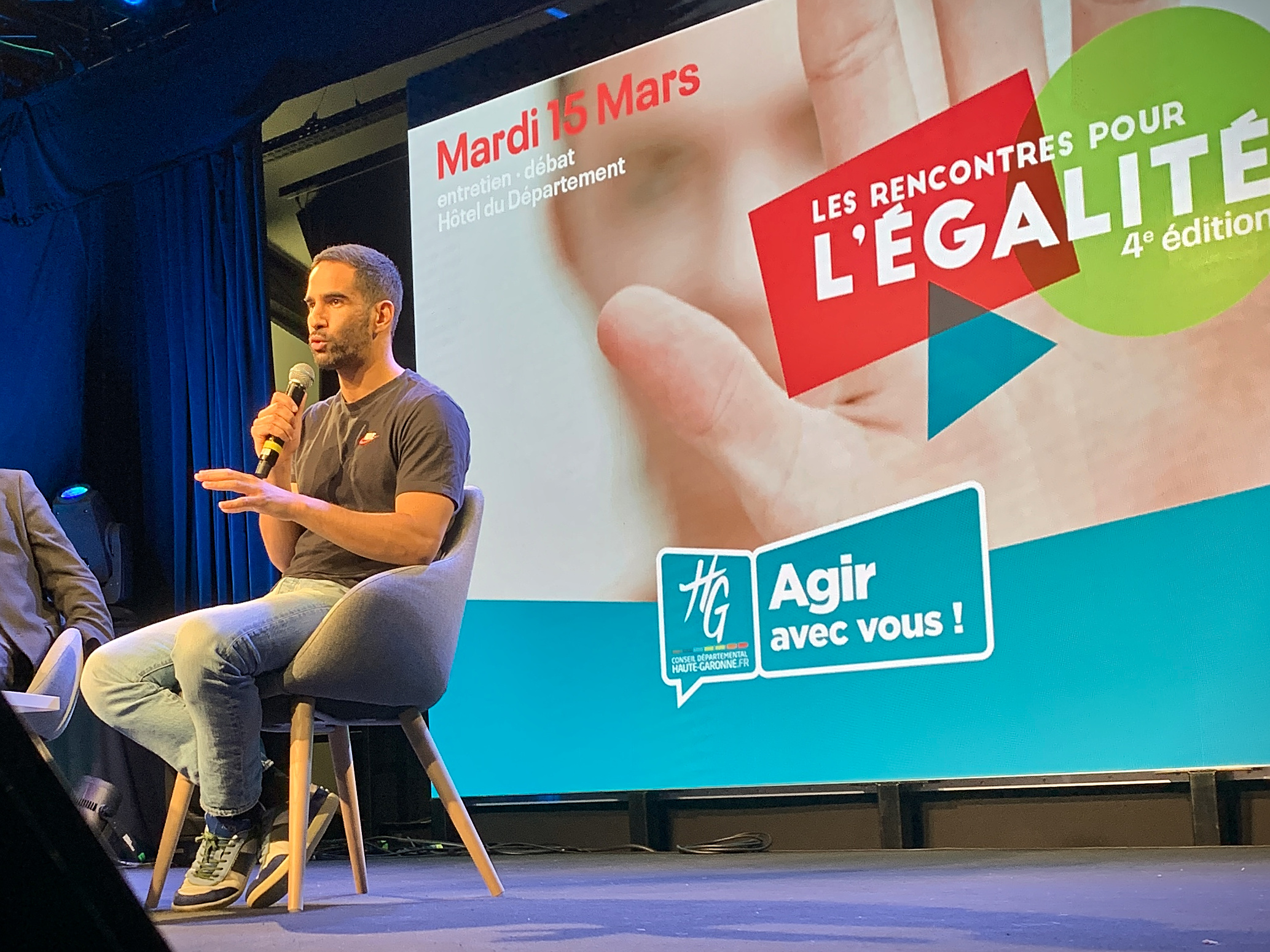
Ouissem Belgacem während einer Veranstaltung gegen Homophobie 2022

Ouissem Belgacem (* 16. Januar 1988 in Aix-en-Provence) ist ein ehemaliger französischer Hochleistungssportler tunesischer Herkunft. Im Alter von 13 bis 18 Jahren spielte er Fußball im Verein Toulouse FC. 2021 veröffentlichte er einen autobiographischen Roman, Adieu ma honte (Auf Wiedersehen, meine Scham). Belgacem engagiert sich für den Kampf gegen Homophobie im Fußballsport.

## Leben
Belgacem wurde 1988 in einem Vorort von Aix-en-Provence in Südfrankreich geboren. Er war das jüngste Kind seiner aus Tunesien stammenden Eltern und hat vier ältere Schwestern. Bevor er im Alter von 13 Jahren vom Trainingszentrum des Fußballclubs Toulouse FC entdeckt wurde, spielte er als Verteidiger in lokalen Vereinen.
 

Seit Belgacem dem TFC beigetreten war, arbeitete er daran, Profifußballer zu werden, und verheimlichte seine Homosexualität, die er dabei als hinderlich empfand. Die Homophobie, vor der er sich fürchtete, spürte er insbesondere, als er beim Afrika-Cup 2004 in der tunesischen Fußballnationalmannschaft sowie in einigen Vereinen in den USA spielte. Darüber berichtete er später:
 Ich betete jeden Abend, um heterosexuell zu werden, ich habe versucht, mich in die Gruppe einzufügen, habe sogar eine Reihe von weiblichen Eroberungen gemacht. Ich bin nicht stolz darauf, aber ich bin sogar so weit gegangen, einer Anti-Homosexuellen-Brigade beizutreten, um meine Spuren zu verwischen.“
Nachdem er deprimiert seine Fußballkarriere beendet hatte, zog er nach London und veröffentlichte seine Autobiographie Adieu ma honte. Darin schilderte er die Schwierigkeiten, die es mit sich bringt, seine Homosexualität zu akzeptieren, wenn man in einem Arbeiterviertel lebt, in einer muslimischen Familie aufwächst und im Fußball Erfolg haben will. Er organisierte Veranstaltungen zur Bewusstseinsbildung gegen Homophobie im Fußball mit Spielern des TFC,  des SC Amiens, und den Mitgliedern des Equality Clubs im Lycée intercommunal Darius-Milhaud in Kremlin-Bicêtre bei Paris.
Belgacem ist Eigentümer des Unternehmens OnTrack Sport, das Hochleistungssportler bei der Lebensplanung nach dem Ende ihrer Sportkarriere unterstützt.

## Auszeichnungen
- Prix du roman gay 2021 in der Kategorie literarische Autobiographie[11]

## Werke
- Ouissem Belgacem und Eléonore Gurrey, Adieu ma honte, Paris, Fayard, 2021[12]